# Proiezione cilindrica equivalente di Lambert

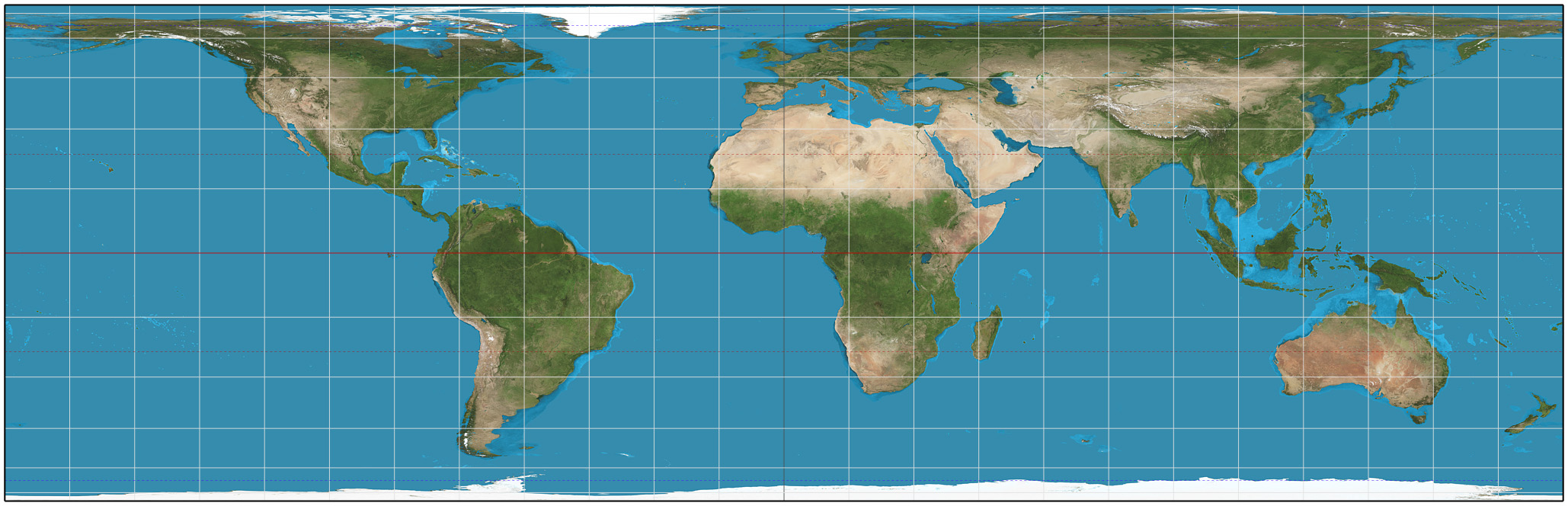
Planisfero secondo la proiezione cilindrica equivalente di Lambert

La proiezione cilindrica equivalente di Lambert con gli indicatori di deformazione di Tissot

La proiezione cilindrica equivalente di Lambert è una proiezione cartografica pubblicata dal matematico e cartografo svizzero Johann Heinrich Lambert nel 1772.

## Descrizione
Si tratta di una proiezione di sviluppo cilindrica in cui la superficie cilindrica è tangente la sfera in corrispondenza dell'Equatore.
Questa proiezione cartografica ha la proprietà di essere equivalente, ovvero di conservare le aree, mentre non conserva né le distanze, né gli angoli. Per quanto riguarda questi due ultimi aspetti, la deformazione aumenta progressivamente procedendo dall'equatore, in cui è trascurabile, verso i poli, che, come in ogni proiezione cilindrica, sono rappresentati da linee rette della stessa lunghezza dell'equatore.

## Formule
Con: 
{\displaystyle \scriptstyle \varphi \,} la latitudine,
{\displaystyle \scriptstyle \lambda \,} la longitudine
{\displaystyle \scriptstyle \lambda _{0}\,} il meridiano centrale.
{\displaystyle {\begin{aligned}x&=\lambda -\lambda _{0}\\y&=\sin \varphi \end{aligned}}}